# Quinten Pounds
Quinten Pounds (Cypress, 1997) è un giocatore di football americano statunitense che milita nel ruolo di wide receiver nella European League of Football (ELF).
Dopo aver giocato per la squadra universitaria degli Washington Huskies è passato alla squadra professionistica tedesca dei Cologne Centurions.

## Palmarès
- 2 Pac-12 Conference (2016, 2018)
- 1 Heart of Dallas Bowl (2015)
- 1 Las Vegas Bowl (2019)